# Скомер
Скомер (валл. Ynys Sgomer) — остров у западного побережья Уэльса. Он известен своей природой: на острове гнездятся около половины популяции обыкновенных буревестников, колония тупиков является крупнейшей в Великобритании, скомерская популяция полёвки (подвид рыжей полёвки) является уникальным видом на острове. Скомер также известен своими археологическими находками — каменными кругами, менгирами и останками доисторических поселений. На Скомере находится национальный заповедник, участок особого научного интереса и специальная охранная зона. Большая часть острова является древним памятником. Остров находится в окружении морского заповедника и управляется Охраной дикой природы Южного и Западного Уэльса. На острове есть хостел для посетителей и туристов.

## Описание
Остров имеет площадь 2,92 км2. Его самая высокая точка — Горс-Хилл — достигает высоты 79 м; средняя высота острова 60 м. Скомер пересекают несколько гряд холмов, что придаёт ему разнообразный рельеф. С восточной стороны в остров вдаются два залива. Скомер — один из нескольких островов, расположенных в радиусе километра от берега Пембрукшира. Три островка окружают Скомер: Миу-Стоун, Мидленд-Исл и Гарланд-Стоун.

## Геология
Вулканические породы, из которых состоит Скомер, датируются силурийским периодом (440 млн. лет назад). Отложения базальтов, риолитов, фельзитов, кератофиров, мугеритов и связанных осадочных пород (кварциты и др.) называются «вулканическими слоями Скомера». Слои, до километра толщиной, включают трахиты, долериты и скомериты (изменённый андезит). Базальт — это наиболее распространённый компонент отложений; некоторые породы напоминают подушечную лаву, что говорит о вулканической активности. Другие базальтовые потоки проявляют признаки современного субаэрального выветривания.

## История
Есть свидетельства человеческой деятельности в древности — границы полей и поселения (Железный век). Проект острова Скомер, работая совместно с Королевской комиссией древних и исторических памятников Уэльса (RCAHMW) и археологами из Университета Шеффилда и Университета Кардиффа, исследует первобытную общину острова. Воздушное лазерное сканирование вместе с полевыми раскопками продолжались в 2011—2016 годах. Было установлено, что останкам человеческого поселения 5000 лет. Кролики были ввезены на Скомер в 14 веке и своей жизнедеятельностью  оказали глубокое воздействие на природу острова.